# Vinny Del Negro
Vincent „Vinny“ Joseph Del Negro (* 9. August 1966 in Springfield, Massachusetts) ist ein US-amerikanischer Basketballtrainer und ehemaliger -spieler. Er verfügt auch über die italienische Staatsbürgerschaft. Unter anderem spielte der Shooting Guard bei den San Antonio Spurs in der nordamerikanischen Liga NBA. Von 2008 bis 2010 war er Cheftrainer der Chicago Bulls und bis Sommer 2013 der Los Angeles Clippers.

## Spielerkarriere
Del Negros Vater Vin war Basketballspieler, gehörte an der University of Kentucky der Mannschaft von Trainer Adolph Rupp an. Vinny Del Negro wuchs in Springfield im Bundesstaat Massachusetts auf, im Alter von 14 Jahren ging er an die Suffield Academy nach Connecticut. Zum Studium wechselte er an die North Carolina State University, hatte in der Basketballmannschaft der Hochschule jedoch zunächst einen schweren Stand, da er an Spielern wie Spud Webb, Terry Gannon und Nate McMillan nicht vorbeikam. Del Negros Stärken lagen im Wurf.
1988 wählten ihn die Sacramento Kings an 29. Stelle im Rahmen des NBA-Draftverfahrens aus. Er spielte eine Saison (1989–1990) für die Kalifornier, wechselte dann nach Italien zu Benetton Treviso. 1992 gewann er mit Treviso die erste italienische Meisterschaft der Vereinsgeschichte und bildete mit Toni Kukoč ein Gespann, das zu den besten im europäischen Basketball gehörte.
Das Angebot, in Treviso zu bleiben, lehnte Del Negro ab und ging 1992 zu den San Antonio Spurs in die NBA, für die er sechs Jahre lang spielte. In San Antonio erbrachte er die besten Leistungen seiner NBA-Zeit, 1995/96 erreichte er mit 14,5 je Begegnung seinen besten Mittelwert in einer NBA-Hauptrunde. Er kam in dieser Spielzeit ebenfalls auf durchschnittlich 3,3 Rebounds, 3,8 Korbvorlagen und einem Ballgewinn je Begegnung. In jeder der 82 Spielen stand er in der Anfangsaufstellung der Texaner.
Er spielte kurz wieder in Italien, im Februar 1999 bekam er einen Vertrag bei den Milwaukee Bucks, die ihn allerdings im Juni 2000 an die Golden State Warriors abgaben. Doch schon im Januar 2001 wurde er an die Phoenix Suns abgegeben. Die Suns reichten Del Negro Mitte November 2001 an die Los Angeles Clippers weiter. Allerdings spielte er nie für die Kalifornier. 2002 beendete er seine Spielerlaufbahn.
In insgesamt 771 Hauptrundenspielen in der NBA erzielte Del Negro im Schnitt 9,1 Punkte und 3,2 Assists pro Partie. Er führte die San Antonio Spurs in drei Spielzeiten als bester Freiwurfschütze an: 1992/93 (86,3 %), 1995/96 (83,2 %) und 1996/97 (86,8 %).
Nachdem Del Negro seine Basketballkarriere beendet hatte, war er als Radiokommentator für die Phoenix Suns tätig. Im Juli 2006 wurde er bei der Mannschaft aus Phoenix zum Direktor für Spielerbelange ernannt. Am 28. August 2007 wurde er bei den Suns stellvertretender Manager. Die Chicago Bulls gaben am 11. Juni 2008 überraschend bekannt, Del Negro als neuen Cheftrainer verpflichtet zu haben. Nachdem er die Bulls zwar zweimal in die Playoffs geführt hatte, dort aber jeweils in der ersten Runde gescheitert war, wurde er Anfang Mai 2010 von diesen entlassen.
Zur Saison 2010/2011 wurde Del Negro als Cheftrainer der Los Angeles Clippers vorgestellt. Mit den Kaliforniern erreichte Del Negro 2012 und 2013 die Playoffs, konnte jedoch nicht wie erhofft, die Mannschaft in den Bereich eines Titelgewinns führen. Nach Beendigung der Saison 2012/13 wurde Del Negro von den Los Angeles Clippers entlassen.
Er arbeitete später als Kommentator für ESPN und den ligaeigenen Fernsehsender der NBA.